# 神奈川県立がんセンター

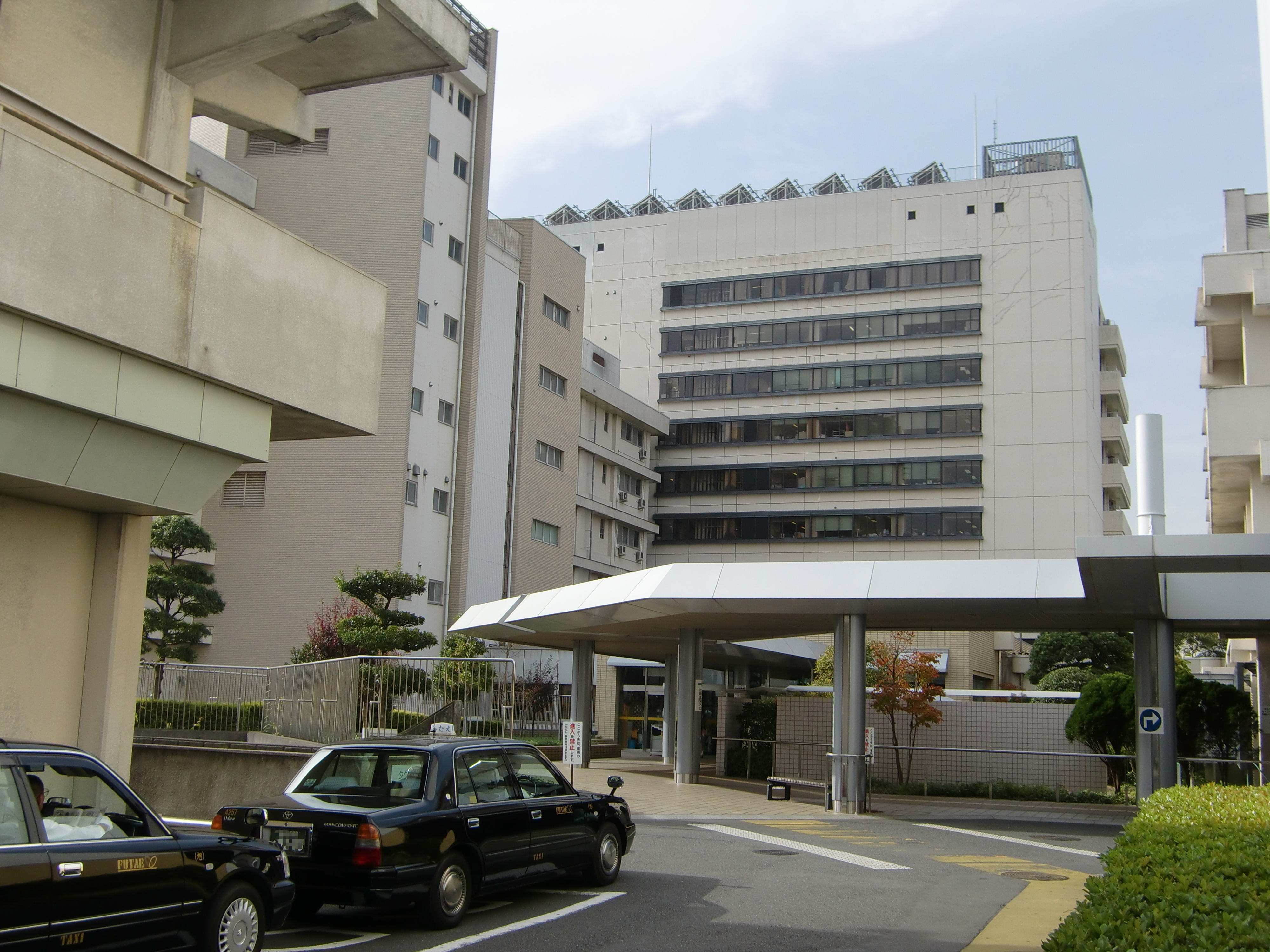
移転前の病棟。現在は解体され、跡地には向かい側にあった神奈川県警察運転免許センターの新庁舎が建設された。

神奈川県立がんセンター（かながわけんりつがんセンター）は、神奈川県横浜市旭区にある医療機関。地方独立行政法人神奈川県立病院機構が運営する病院である。都道府県がん診療連携拠点病院に指定されている。
2013年（平成25年）11月2日に新病院が開院し、2015年（平成27年）12月15日に重粒子線治療装置（炭素線）の治療を開始した。

## 沿革
- 1963年4月 - 神奈川県立成人病センター発足。
- 1986年4月 - 神奈川県立がんセンターとして改組。
- 2000年（平成12年）4月 - ICU病棟、無菌病棟、緩和ケア対応病棟整備。
- 2005年（平成17年）4月 - 地方公営企業法全部適用。
- 2010年（平成22年）4月1日 - 地方独立行政法人神奈川県立病院機構に運営移管。
- 2013年（平成25年）
  - 11月2日 - 新がんセンター開院。
- 11月5日 - 新がんセンター、外来診療開始。
- 2015年（平成27年）12月15日 - 重粒子線治療装置（炭素線）の治療を開始[1]。

## 診療科
- 内科
- 神経内科
- 循環器内科
- 呼吸器科
- 血液内科
- 外科
- 腫瘍内科
- 消化器内科
- 精神科
- 緩和ケア内科
- 脳神経外科
- 頭頸部外科
- 消化器内科
- 眼科
- 形成外科
- 皮膚科
- 乳腺・内分泌外科
- 消化器外科
- 婦人科
- 泌尿器科
- 骨軟部腫瘍外科
- 放射線診断科
- 放射線腫瘍科
- 核医学科
- 歯科口腔外科
- 麻酔科

外来専門
- 栄養サポート外来
- スキンケア外来
- リンパ浮腫外来
- 漢方外来

## 医療機関の指定・認定
- 保険医療機関[2]
- 労災保険指定医療機関[2]
- 指定自立支援医療機関（精神通院医療）[2]
- 身体障害者福祉法指定医の配置されている医療機関[2]
- 生活保護法指定医療機関[2]
- 難病の患者に対する医療等に関する法律に基づく指定医療機関[2]
- 原子爆弾被害者指定医療機関[2]
- 原子爆弾被害者一般疾病医療機関[2]
- 臨床研修病院[2]
- がん診療連携拠点病院[2]
- がんゲノム医療中核拠点病院[2]
- DPC対象病院[2]
- 臨床修練病院[3]
- 公益財団法人日本医療機能評価機構認定病院[4]
- このほか、各種法令による指定・認定病院であるとともに、各学会の認定施設でもある。

## 交通アクセス
- 相模鉄道相鉄本線、相鉄いずみ野線二俣川駅北口から
  - 相鉄バス
    - 「運転試験場（がんセンター）循環」に乗車し、「ライトセンター前」で下車（約5分）
    - 「旭高校入口」行きに乗車、「ニュータウン第1」で下車（約5分）

  - 徒歩の場合
    - 二俣川駅北口から約15分
- 車の場合
  - 保土ヶ谷バイパス本村インターを下り、厚木街道を厚木方面に向かい「運転試験場入口」の信号を右折（約5分）

## 補足
神奈川県立がんセンターでは、電話による「がん」相談室と「がん」研究基金を設置している。
重粒子線（愛称：I-ROCK）治療の為に借入できるローンが、横浜銀行とスルガ銀行の2銀行で扱っている。
また、所定の条件を満たす神奈川県民の場合は、神奈川県より利子補給制度の助成を受ける事ができる。

## 労働組合
神奈川県立病院機構には、いくつかの労働組合がある。
- 神奈川県立病院労働組合（県病院労組）
- 全国一般労働組合 全国協議会神奈川(精神医療センターのみ)